# Polypodium menisciifolium
Polypodium menisciifolium là một loài dương xỉ trong họ Polypodiaceae. Loài này được Langsd. & Fisch. mô tả khoa học đầu tiên năm 1810.